# Kryłowo (Białoruś)
Kryłowo, także Kryłowa (biał. Крылава, ros. Крылово) – wieś na Białorusi, w obwodzie mińskim, w rejonie mińskim, w sielsowiecie Horanie.
Znajduje się tu sztuczny zbiornik wodny.
Dawniej folwark. W czasach Rzeczypospolitej wieś leżała w województwie mińskim. Odpadła od Polski w wyniku II rozbioru. Ponownie pod polską administracją w latach 1919–1920 w okręgu mińskim Zarządu Cywilnego Ziem Wschodnich.